# Filodes bilinealis
Filodes bilinealis là một loài bướm đêm trong họ Crambidae.